# Drei Töchter – Armer Vater
Drei Töchter – Armer Vater ist eine vom Fernsehen der DDR produzierte Komödie von Eberhard Schäfer aus dem Jahr 1977 mit Herbert Köfer in der Hauptrolle. Die Rollen seiner drei Töchter sind mit Sonja Hörbing, Birgit Edenharter und Hildegard Alex besetzt.

## Handlung
Anlässlich seines 65. Geburtstag möchte Richard Gorbacher etwas an seinem Leben ändern und beschließt, seine ehemaligen Kolleginnen Eva, Marion und Renate zu adoptieren. Gorbacher begründet seinen Entschluss damit, dass er Mitleid mit den jungen Frauen habe und ihnen, jetzt wo er Zeit dazu haben werde, als Vater zur Seite stehen wolle. Die Frauen lehnen das Angebot verdutzt ab, was Gorbacher etwas irritiert, denn damit hatte er nicht gerechnet. Dennoch fühlen sich die Frauen geehrt und als erstes macht Marion die vorschnelle Entscheidung rückgängig. Ihr gefällt es jemanden zu haben, der für sie da ist und den sie um Rat fragen kann, gerade jetzt, wo sie schwanger und unentschlossen ist, ob sie ihren Verlobten schon heiraten soll und doch lieber erst später. Auch Renate überlegt es sich anders, nachdem sie zu Hause feststellen musst, dass dort gerade niemand auf sie wartet, weil ihr Mann mal wieder länger unterwegs ist. Renate stellt allerdings auch ein paar Forderungen. Für sie müsste er als Vater noch ein wenig optisch an sich arbeiten. Kurz nach ihr meldet sich auch Eva. Sie ist die älteste und auch die abgeklärteste der drei. Auch sie hat eingesehen, dass sie vorschnell gehandelt hat. Bei ihrer unterkühlten, stolzen Art fällt es ihr schwer, sich auf einen anderen Menschen einzulassen. Für Richard Gorbacher als väterlicher Freund, der sie in ihrem tiefsten Inneren zu kennen scheint, würde sie dann doch eine Ausnahme machen.
Acht Wochen später hat Richard nicht nur eine Tochter bei sich wohnen, sondern auch gleich noch ein Enkelkind dazu. Marions Freund hat sich gerade von ihr getrennt und so ist der väterliche Rat wieder sehr gefragt. Auch sonst hat Richard mit seinen Vaterpflichten alle Hände voll zu tun, denn um Renates Ehe in Ordnung zu bringen, ist er als angeblicher Liebhaber aufgetreten, was Renates Mann in ihre Arme zurückgetrieben hat. Eva strapaziert ihn jedoch am meisten, denn laufend muss er mit ihr ausgehen und eine Kulturveranstaltung nach der anderen besuchen. Eva blüht seit dem förmlich auf, da sie an der Seite ihres Ehemannes bisher nur ein Schattendasein geführt hatte. Nach den neuesten Plänen seiner drei Töchter hätte Richard gar keine eigenen Ziele mehr und so will er die Notbremse ziehen: Wenn es ihm gelänge die Beziehungen seiner „Töchter“ zu kitten, hätte er wieder mehr Zeit für sich. So redet er einfach mal mit den Männern seiner Töchter und arrangiert ein Treffen der drei Paare, zusätzlich organisiert er für Renate und ihren Jürgen eine eigenen Wohnung. Die Frauen nehmen das Angebot gern an und genießen den frischen Wind, den Richard in ihre Beziehungen gebracht hat. Auch Richard genießt die neue Freiheit, hofft aber insgeheim, dass sich die drei schon bald wieder bei ihm einfinden.

## Produktion
Der Film erlebte am 23. Januar 1977 im 1. Programm des Fernsehens der DDR seine Erstausstrahlung.